# Grammoplites
Grammoplites is een geslacht van straalvinnige vissen uit de familie van de platkopvissen (Platycephalidae). Het geslacht is voor het eerst wetenschappelijk beschreven in 1904 door Fowler.

## Soorten
De volgende soorten zijn bij het geslacht ingedeeld:
- Grammoplites knappi Imamura & Amaoka, 1994
- Grammoplites scaber (Linnaeus, 1758)
- Grammoplites suppositus (Troschel, 1840)
- Grammoplites vittatus (Valenciennes, 1833)